# 1993
Il 1993 (MCMXCIII in numeri romani) è un anno  del XX secolo.

## Eventi

### Gennaio
- 1º gennaio: la Cecoslovacchia, nazione unitaria costituita il 28 ottobre 1918, cessa di esistere e nascono due nuovi soggetti di diritto internazionale: la Repubblica Ceca, con capitale Praga, e la Slovacchia, con capitale Bratislava.
- 2 gennaio: i capi delle tre fazioni in guerra in Bosnia si incontrano per discutere i piani di pace.
- 3 gennaio: George H. W. Bush e Boris El'cin firmano l'accordo START II per il disarmo nucleare. Il trattato prevede la distruzione di tre quarti delle armi nucleari detenute da Russia, Stati Uniti, Ucraina, Bielorussia e Kazakistan.
- 5 gennaio – Isole Shetland: durante una tempesta una petroliera battente bandiera liberiana si incaglia sulle scogliere di Quendale Bay, riversando in mare 80.000 tonnellate di greggio.
- 20 gennaio – Washington: il 42º Presidente degli Stati Uniti d'America, Bill Clinton, si insedia alla Casa Bianca.
- 27 gennaio – Praga: Václav Havel, presidente della Cecoslovacchia, viene eletto primo capo di Stato della neonata Repubblica Ceca.

### Febbraio
- 8 febbraio – Teheran: sciagura aerea per la collisione tra un Tupolev con 132 persone a bordo e un caccia in fase di decollo. Nessun superstite.
- 10 febbraio – Oprah Winfrey intervista Michael Jackson nel Neverland Ranch di proprietà del cantante: la puntata in questione passa alla storia come uno degli eventi televisivi più seguiti di sempre, e sancisce il ritorno di Jackson in un programma TV dopo quasi dieci anni dall'ultima volta.
- 12 febbraio - Liverpool: Omicidio del neonato James Bulger nel centro commerciale New Strand di Bootle da parte di due ragazzi di dieci anni, Robert Thompson e Jon Venables.
- 21 febbraio – Rio de Janeiro: catturato l'ex militante di Potere Operaio Achille Lollo, condannato per il rogo di Primavalle in cui avevano perso la vita i due fratelli Stefano e Virginio Mattei.
- 26 febbraio – Manhattan: un'autobomba esplode nei sotterranei del World Trade Center (le Torri gemelle); dell'attentato, che provoca 6 morti e 1.042 feriti, sono sospettati gli integralisti islamici.
- 28 febbraio: in una fattoria di Waco, nel Texas, un centinaio di Davidiani, seguaci di David Koresh che si proclama essere Gesù, si oppone alla richiesta di perquisizione dell'FBI. Muoiono 4 agenti e comincia un assedio che finirà il 19 aprile con un rogo violento, nel quale perderanno la vita 82 Davidiani.

### Marzo
- 5 marzo: il volo 305 della compagnia macedone Palair, un F-100 in volo verso Zurigo, si schianta subito dopo aver lasciato Skopje uccidendo 83 delle 97 persone a bordo.
- 12 marzo – Bombay: quindici bombe esplodono nel giro di tre ore, nel corso dello scontro religioso fra musulmani ed indù: più di 200 sono i morti ed oltre 1.000 i feriti.
- 12-14 marzo - Canada e Stati Uniti sono attraversati da una violenta e devastante tempesta di neve, denominata "1993 Storm of the Century", che causa 318 vittime.
- 17 marzo: il PKK annuncia il cessate il fuoco unilaterale in Iraq.
- 24 marzo: il Knesset elegge Ezer Weizman come settimo presidente d'Israele.
- 25 marzo: viene scoperta la Cometa Shoemaker-Levy 9 dagli astronomi Eugene e Carolyn Shoemaker e da David H. Levy. L'anno successivo la cometa precipiterà sul pianeta Giove.
- 27 marzo
  - Jiang Zemin diviene Presidente della Repubblica Popolare Cinese.
  - Mahamane Ousmane è eletto presidente del Niger.
  - Albert Zafy diviene presidente del Madagascar
- 28 marzo – elezioni legislative francesi: il Raggruppamento per la Repubblica (partito d'ispirazione gollista) vince a maggioranza ed Édouard Balladur è eletto primo ministro francese.
- 29 marzo – Los Angeles: Federico Fellini ritira l'Oscar alla carriera. Trionfatore della serata è il western Gli spietati, diretto, prodotto e interpretato da Clint Eastwood che vince 4 premi.

### Aprile
- 3 aprile – Vancouver, Canada: si incontrano per la prima volta il presidente degli Stati Uniti Bill Clinton e quello russo Boris El'cin: quest'ultimo ottiene un contributo in denaro per lo sviluppo economico della Russia.
- 7 aprile – Siberia: fuga di materiale radioattivo da una centrale nucleare. Il governo russo riferisce che si tratta del più grave incidente nucleare dopo Černobyl'.
- 8 aprile: la Macedonia entra ufficialmente nell'ONU.
- 11 aprile: Pasqua cattolica
- 17 aprile – Los Angeles: condannati al carcere in secondo grado due dei tre poliziotti accusati di aver aggredito e picchiato a sangue l'uomo di colore Rodney King il 3 marzo 1991.
- 30 aprile – Germania: ad Amburgo, durante un torneo di tennis, uno squilibrato tedesco di 38 anni pugnala alla schiena la tennista Monica Seles.

### Maggio
- 1º maggio: Dingiri Banda Wijetunga diviene terzo presidente dello Sri Lanka.
- 9 maggio: Juan Carlos Wasmosy diviene il primo presidente eletto democraticamente in Paraguay in quasi 40 anni.
- 10 maggio: Incendio della fabbrica di giocattoli Kader in Thailandia: si tratta del più grave incendio in uno stabilimento industriale, con un bilancio di 188 vittime e 469 feriti.
- 15 maggio: l'Irlanda vince l'Eurovision Song Contest, ospitato a Millstreet, Irlanda.
- 24 maggio – Asmara: dopo un referendum patrocinato dalle Nazioni Unite, l'Eritrea diventa una nazione indipendente.
- 27 maggio – Firenze: strage di Via dei Georgofili ad opera di Cosa Nostra. Un'autobomba esplode nei pressi della Galleria degli Uffizi: il bilancio è di 5 morti e 30 feriti.

### Giugno
- 5 giugno: nel corso della missione UNOSOM II, 24 soldati pakistani sono uccisi presso lo stadio di Mogadiscio dai miliziani di Mohammed Farah Aidid.
- 23 giugno
  - Losanna, Svizzera: viene inaugurato il Museo Olimpico, voluto dal presidente del CIO Juan Antonio Samaranch.
  - Manassas, Virginia, Stati Uniti: avviene un fatto di cronaca che farà il giro del mondo e che verrà ricordato come "Caso Bobbitt", in cui protagonista è una moglie, tale Lorena Leonor Gallo Bobbitt, che evira il marito, John Wayne Bobbitt.
- 30 giugno
  - Azerbaigian: a seguito di un colpo di Stato militare Heydar Aliyev diventa Presidente e Surat Huseynov diventa Primo ministro.
  - Diciottesima applicazione del secondo intercalare (minuto di 61 secondi)

### Luglio
- 2 luglio
  - Mogadiscio: nel corso della battaglia del pastificio, tre soldati del contingente italiano sono uccisi dai miliziani di Aidid, mentre 23 sono i feriti.
  - Londra: viene fondata l'International Biathlon Union, federazione internazionale del biathlon.
- 6 luglio: la casa d'aste Christie's vende per 8,8 miliardi di lire un disegno di Michelangelo, comprato dal Getty Museum di Los Angeles.
- 9 luglio – Londra: il ministero degli Interni britannico dichiara ufficialmente che le ossa ritrovate nella fossa di Ekaterinburg sono appartenute allo zar Nicola ed alla zarina Alessandra, della famiglia dei Romanov, fucilati dai comunisti nel 1918.
- 17 luglio: Patrick Volkerding crea Slackware.
- 26 luglio – Italia: la Democrazia Cristiana, dal dopoguerra ininterrottamente partito di governo, decide il suo formale scioglimento per dare vita al Partito Popolare Italiano.
- 27 luglio – Milano: Strage di Via Palestro ad opera di Cosa Nostra: un'autobomba esplode in Via Palestro presso il Padiglione d'arte contemporanea, provocando 5 morti (tre Vigili del fuoco, un agente di Polizia municipale ed un venditore ambulante) e 12 feriti. Pochi minuti dopo avvengono due attentati alle chiese di Roma presso la basilica di San Giovanni in Laterano e la chiesa di San Giorgio al Velabro.

### Agosto
- 18 agosto-Lucerna: brucia il più antico ponte coperto d'Europa. Il Kapellbrücke, costruito nel 1333 interamente in legno, svanisce fra le fiamme in pochissimo tempo.
- 27 agosto: è annunciato il raggiungimento di un accordo tra Israele e l'OLP su Gaza e Gerico. Il 13 settembre Yasser Arafat e Yitzhak Rabin firmano a Washington la bozza di accordo alla presenza del presidente USA Bill Clinton. Le trattative si sono svolte per mesi in segreto a Oslo sotto la guida del premier norvegese. Gli "accordi di Oslo", però, contengono solo dichiarazioni di principio.

### Settembre
- 15 settembre - Somalia: a Mogadiscio due militari italiani sono uccisi nel Reparto logistico di contingenza presso il Porto Nuovo, in circostanze mai del tutto chiarite.
- 24 settembre – Norodom Sihanouk diventa nuovamente re della Cambogia.
- 29 settembre – India: un terremoto del 10º grado della scala Mercalli distrugge due cittadine della regione di Latur: muoiono 16.000 persone e più di 10.000 rimangono ferite.

### Ottobre
- 3-4 ottobre – Somalia: nella città di Mogadiscio, al centro nel mercato Bakara, una missione dei Delta Force statunitensi per prendere in ostaggio due collaboratori somali si trasforma in un intenso scontro a fuoco. 19 soldati americani perdono la vita, oltre 100 i feriti.
- 5 ottobre – Mosca: l'esercito russo attacca la sede del Palazzo della Duma causando la morte di molte decine di deputati e mettendo fine alla rivolta dei parlamentari contro le riforme liberali.
- 7 ottobre – Altamura, Puglia, Italia: vengono alla luce i resti dell'Uomo di Altamura (Homo arcaicus), unico esemplare del suo genere.
- Svezia: la statunitense Toni Morrison è la prima scrittrice di colore ad essere insignita del Premio Nobel per la letteratura.
- 23 ottobre – Belfast: i terroristi dell'IRA fanno esplodere un ordigno che uccide 10 persone, di cui due bambine, e ne ferisce più di 60. I terroristi si "scuseranno" dicendo che l'ordigno è scoppiato prima del previsto.

### Novembre
- 1º novembre – Europa: nasce l'Unione europea con l'entrata in vigore del Trattato di Maastricht. L'espressione Comunità Economica Europea (CEE) viene sostituita con Comunità Europea (CE). A fianco di questa nasce la PESC (Politica estera e di sicurezza comune) e la CGAI (Cooperazione nei settori della giustizia e degli affari interni) che assieme alla CE formano i Tre pilastri dell'Unione Europea.
- 7 novembre: Ayrton Senna vince la sua ultima gara in Formula 1. Alain Prost corre la sua ultima gara in Formula 1 prima di ritirarsi definitivamente.
- 9 novembre – Mostar: l'antico ponte di pietra del XVI secolo, simbolo della città, crolla sotto i colpi di mortaio croati.
- 18 novembre
  - Porto Rico: con un referendum di stato viene mantenuto, con un piccolo margine, il Commonwealth status.
  - Sudafrica: 21 partiti approvano la nuova costituzione.
  - Seattle: primo meeting per l'Asia-Pacific Economic Cooperation.
- 20 novembre: Comore aderisce alla Lega araba.

### Dicembre
- 2 dicembre: Il narcotrafficante Pablo Emilio Escobar Gaviria viene scovato e ucciso dalla Polizia Nazionale Colombiana
- 12 dicembre – Russia: il nazionalista Vladimir Žirinovskij, a capo del Partito Liberal-Democratico di Russia, vince le elezioni
- 30 dicembre: firmato l'accordo di reciproco riconoscimento fra lo Stato del Vaticano e lo Stato d'Israele.

## Nati
Ci sono circa 5 830 voci su persone nate nel 1993; vedi la pagina Nati nel 1993 per un elenco descrittivo o la categoria Nati nel 1993 per un indice alfabetico.

## Morti
Ci sono circa 1 450 voci su persone morte nel 1993; vedi la pagina Morti nel 1993 per un elenco descrittivo o la categoria Morti nel 1993 per un indice alfabetico.

## Calendario
| Calendario 1993 | Calendario 1993 | Calendario 1993 | Calendario 1993 | Calendario 1993 | Calendario 1993 | Calendario 1993 | Calendario 1993 | Calendario 1993 | Calendario 1993 | Calendario 1993 | Calendario 1993 | Calendario 1993 | Calendario 1993 | Calendario 1993 | Calendario 1993 | Calendario 1993 | Calendario 1993 | Calendario 1993 | Calendario 1993 | Calendario 1993 | Calendario 1993 | Calendario 1993 | Calendario 1993 | Calendario 1993 | Calendario 1993 | Calendario 1993 | Calendario 1993 | Calendario 1993 | Calendario 1993 | Calendario 1993 | Calendario 1993 | Calendario 1993 |
| --------------- | --------------- | --------------- | --------------- | --------------- | --------------- | --------------- | --------------- | --------------- | --------------- | --------------- | --------------- | --------------- | --------------- | --------------- | --------------- | --------------- | --------------- | --------------- | --------------- | --------------- | --------------- | --------------- | --------------- | --------------- | --------------- | --------------- | --------------- | --------------- | --------------- | --------------- | --------------- | --------------- |
|                 | 1               | 2               | 3               | 4               | 5               | 6               | 7               | 8               | 9               | 10              | 11              | 12              | 13              | 14              | 15              | 16              | 17              | 18              | 19              | 20              | 21              | 22              | 23              | 24              | 25              | 26              | 27              | 28              | 29              | 30              | 31              |                 |
| Gennaio         | Ve              | Sa              | Do              | Lu              | Ma              | Me              | Gi              | Ve              | Sa              | Do              | Lu              | Ma              | Me              | Gi              | Ve              | Sa              | Do              | Lu              | Ma              | Me              | Gi              | Ve              | Sa              | Do              | Lu              | Ma              | Me              | Gi              | Ve              | Sa              | Do              |                 |
| Febbraio        | Lu              | Ma              | Me              | Gi              | Ve              | Sa              | Do              | Lu              | Ma              | Me              | Gi              | Ve              | Sa              | Do              | Lu              | Ma              | Me              | Gi              | Ve              | Sa              | Do              | Lu              | Ma              | Me              | Gi              | Ve              | Sa              | Do              |                 |                 |                 |                 |
| Marzo           | Lu              | Ma              | Me              | Gi              | Ve              | Sa              | Do              | Lu              | Ma              | Me              | Gi              | Ve              | Sa              | Do              | Lu              | Ma              | Me              | Gi              | Ve              | Sa              | Do              | Lu              | Ma              | Me              | Gi              | Ve              | Sa              | Do              | Lu              | Ma              | Me              |                 |
| Aprile          | Gi              | Ve              | Sa              | Do              | Lu              | Ma              | Me              | Gi              | Ve              | Sa              | Do              | Lu              | Ma              | Me              | Gi              | Ve              | Sa              | Do              | Lu              | Ma              | Me              | Gi              | Ve              | Sa              | Do              | Lu              | Ma              | Me              | Gi              | Ve              |                 |                 |
| Maggio          | Sa              | Do              | Lu              | Ma              | Me              | Gi              | Ve              | Sa              | Do              | Lu              | Ma              | Me              | Gi              | Ve              | Sa              | Do              | Lu              | Ma              | Me              | Gi              | Ve              | Sa              | Do              | Lu              | Ma              | Me              | Gi              | Ve              | Sa              | Do              | Lu              |                 |
| Giugno          | Ma              | Me              | Gi              | Ve              | Sa              | Do              | Lu              | Ma              | Me              | Gi              | Ve              | Sa              | Do              | Lu              | Ma              | Me              | Gi              | Ve              | Sa              | Do              | Lu              | Ma              | Me              | Gi              | Ve              | Sa              | Do              | Lu              | Ma              | Me              |                 |                 |
| Luglio          | Gi              | Ve              | Sa              | Do              | Lu              | Ma              | Me              | Gi              | Ve              | Sa              | Do              | Lu              | Ma              | Me              | Gi              | Ve              | Sa              | Do              | Lu              | Ma              | Me              | Gi              | Ve              | Sa              | Do              | Lu              | Ma              | Me              | Gi              | Ve              | Sa              |                 |
| Agosto          | Do              | Lu              | Ma              | Me              | Gi              | Ve              | Sa              | Do              | Lu              | Ma              | Me              | Gi              | Ve              | Sa              | Do              | Lu              | Ma              | Me              | Gi              | Ve              | Sa              | Do              | Lu              | Ma              | Me              | Gi              | Ve              | Sa              | Do              | Lu              | Ma              |                 |
| Settembre       | Me              | Gi              | Ve              | Sa              | Do              | Lu              | Ma              | Me              | Gi              | Ve              | Sa              | Do              | Lu              | Ma              | Me              | Gi              | Ve              | Sa              | Do              | Lu              | Ma              | Me              | Gi              | Ve              | Sa              | Do              | Lu              | Ma              | Me              | Gi              |                 |                 |
| Ottobre         | Ve              | Sa              | Do              | Lu              | Ma              | Me              | Gi              | Ve              | Sa              | Do              | Lu              | Ma              | Me              | Gi              | Ve              | Sa              | Do              | Lu              | Ma              | Me              | Gi              | Ve              | Sa              | Do              | Lu              | Ma              | Me              | Gi              | Ve              | Sa              | Do              |                 |
| Novembre        | Lu              | Ma              | Me              | Gi              | Ve              | Sa              | Do              | Lu              | Ma              | Me              | Gi              | Ve              | Sa              | Do              | Lu              | Ma              | Me              | Gi              | Ve              | Sa              | Do              | Lu              | Ma              | Me              | Gi              | Ve              | Sa              | Do              | Lu              | Ma              |                 |                 |
| Dicembre        | Me              | Gi              | Ve              | Sa              | Do              | Lu              | Ma              | Me              | Gi              | Ve              | Sa              | Do              | Lu              | Ma              | Me              | Gi              | Ve              | Sa              | Do              | Lu              | Ma              | Me              | Gi              | Ve              | Sa              | Do              | Lu              | Ma              | Me              | Gi              | Ve              |                 |

## Premi Nobel
In quest'anno sono stati conferiti i seguenti Premi Nobel:
- per la Pace: Fredrik Willem De Klerk, Nelson Mandela
- per la Letteratura: Toni Morrison
- per la Medicina: Richard J. Roberts, Phillip A. Sharp
- per la Fisica: Russell Alan Hulse, Joseph Hooton Taylor
- per la Chimica: Kary B. Mullis, Michael Smith
- per l'Economia: Robert W. Fogel, Douglass C. North